# Chiesa di Santa Maria di Eunate
La chiesa di Santa Maria di Eunate è un luogo di culto cattolico nel comune spagnolo di Muruzábal nella comunità autonoma della Navarra. Risale al XII secolo.

## Storia

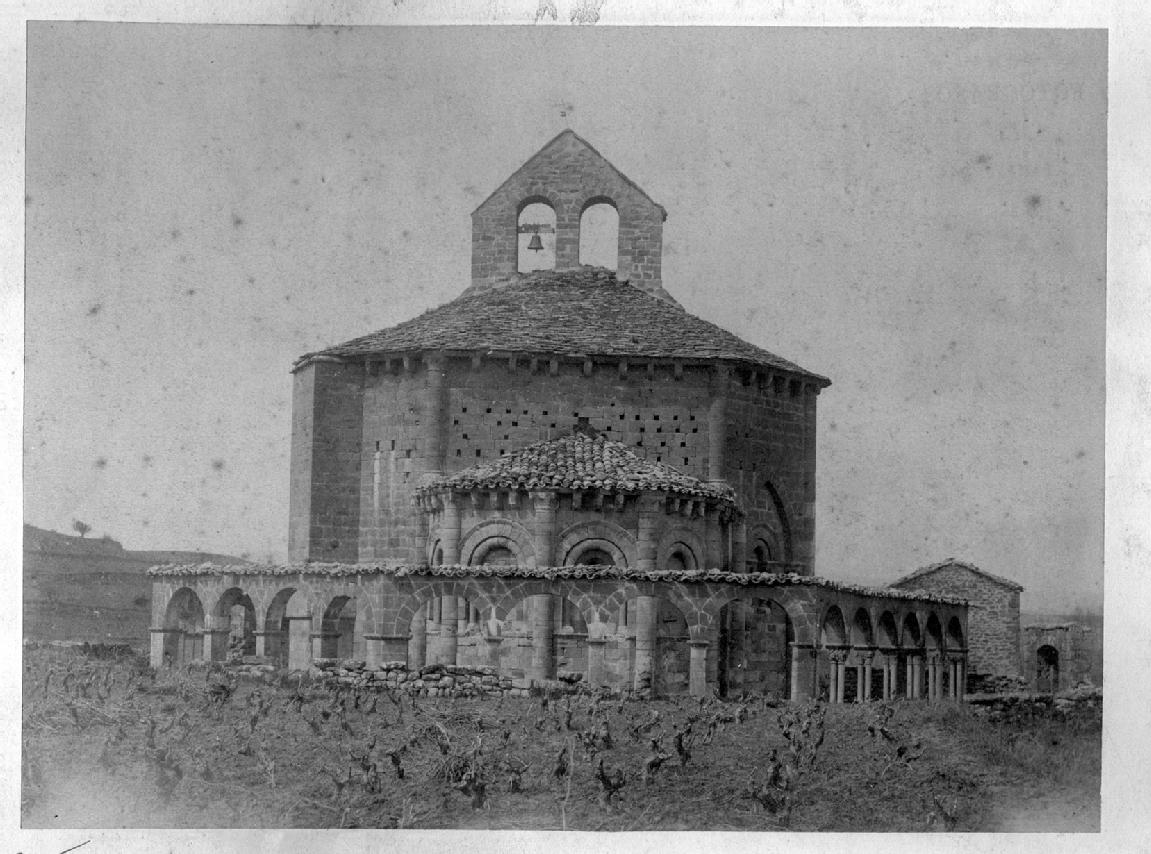
Immagine della chiesa tra il 1883 e il 1889

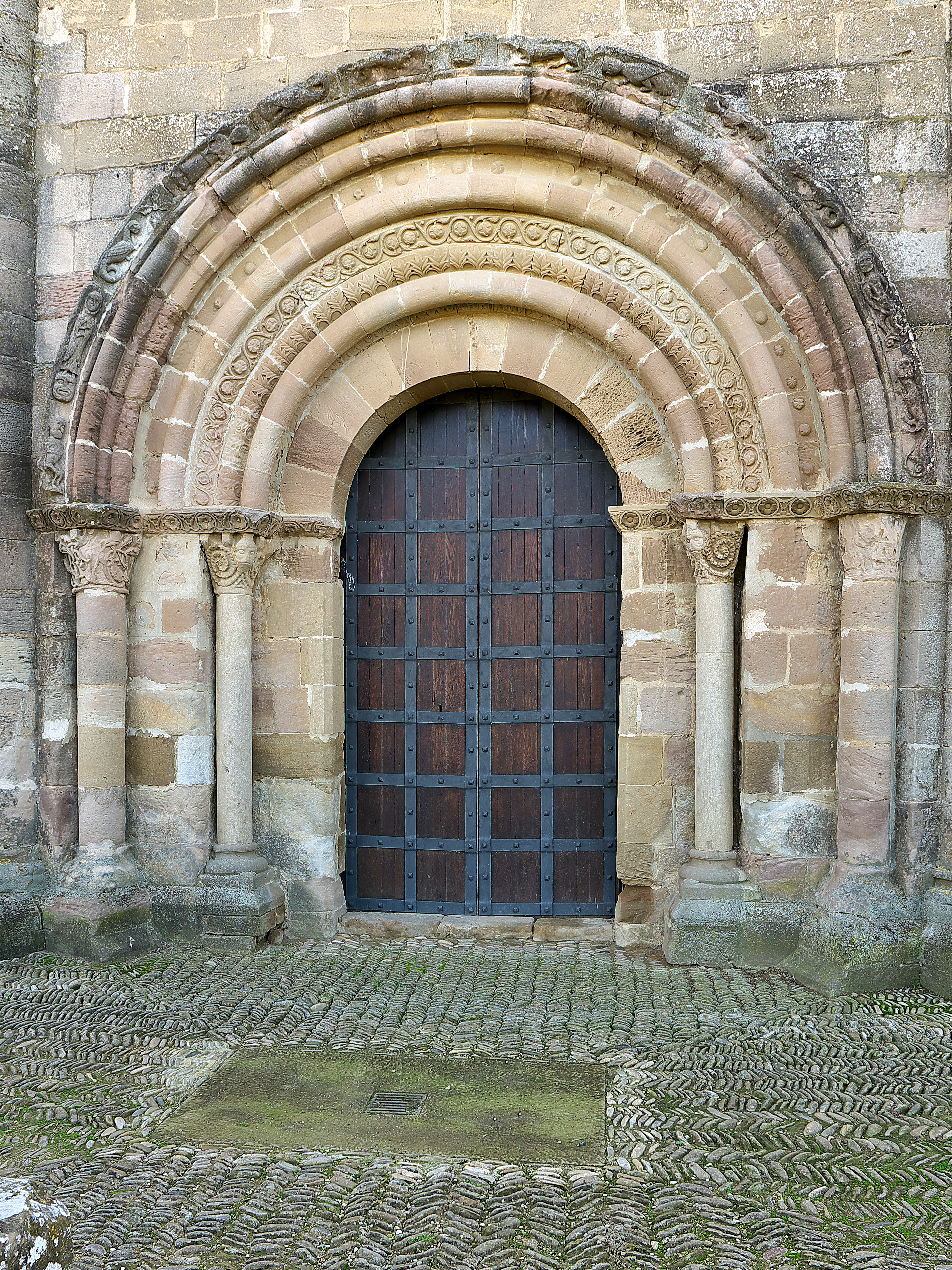
Portale settentrionale

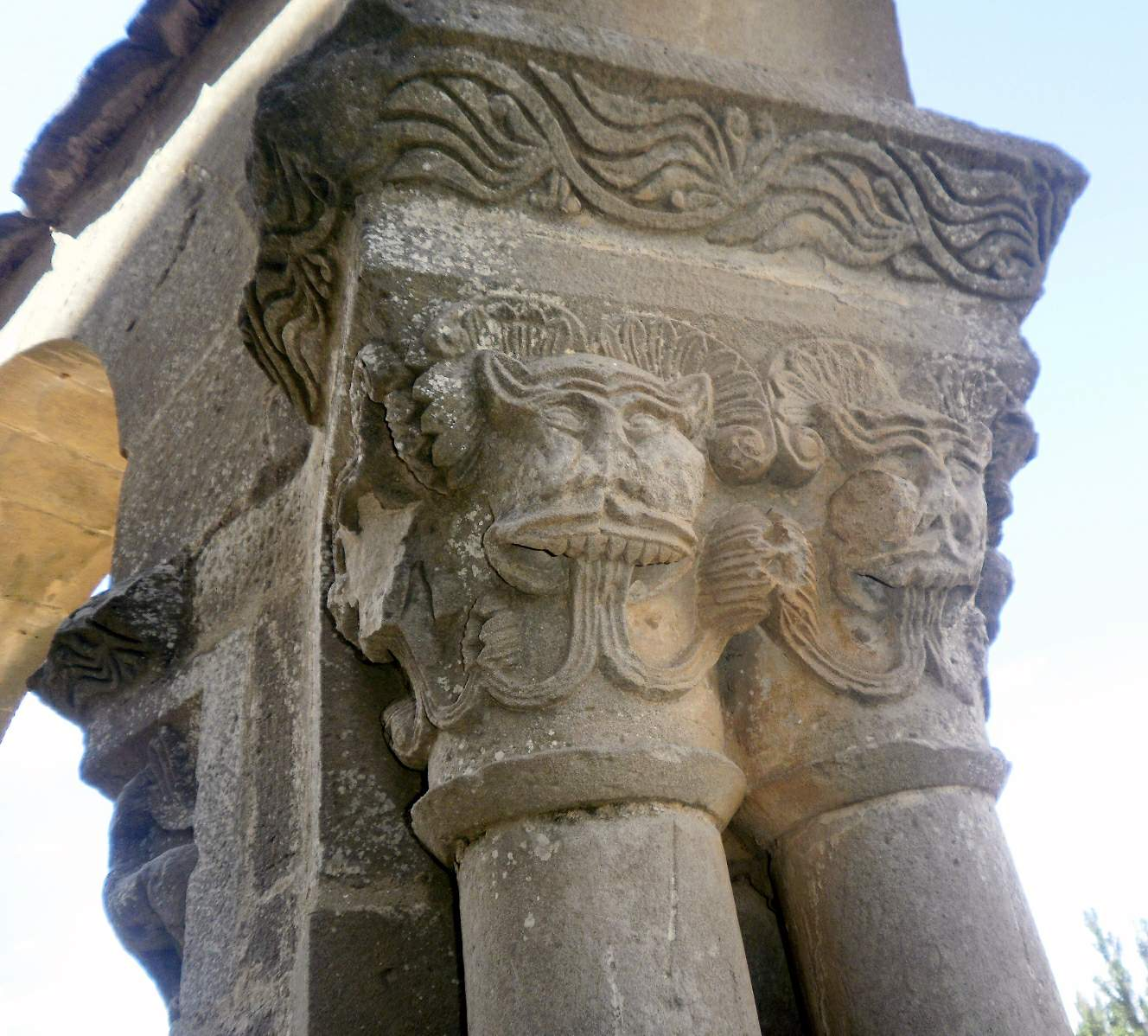
Capitelli del portico esterno

L'edificio venne costruito nel 1170 ma la sua origine non è chiara e alcune fonti storiche ne attribuiscono la creazione all'ordine dei templari mentre la tradizione popolare ne vuole la nascita come monumento funerario forse per una regina o una nobile locale.

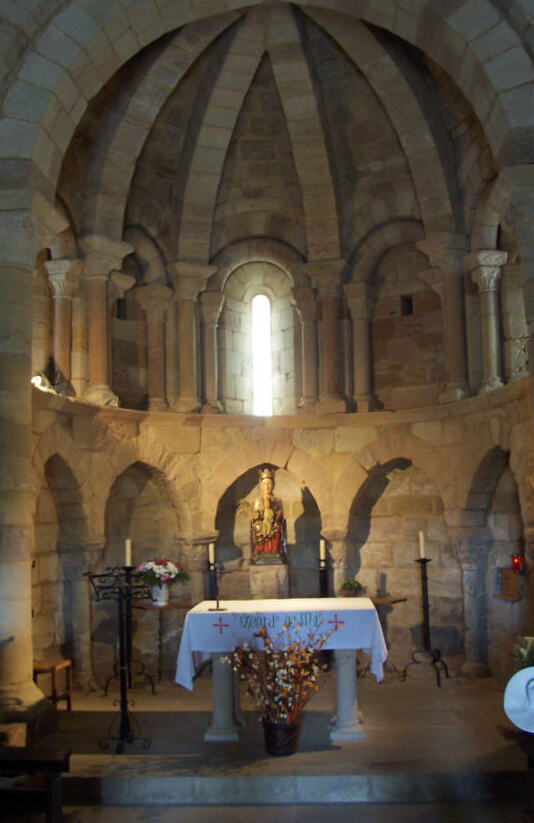
Interno

## Descrizione

### Esterni
La chiesa si trova nella campagna della Navarra affiancata soltanto dalla costruzione della casa di Onat, un luogo di accoglienza per i pellegrini che percorrono il Camino Aragonés. Il corpo della chiesa che ha base ottagonale è circondato da un portico a colonne con capitelli arricchiti di decorazioni. Sulle pareti esterne sono presenti varie finestre, molte delle quali cieche. Dei due portali d'ingresso quello a nord, verso il Cammino, è il più ricco di decorazioni. La torre campanaria a vela si alza dal corpo centrale e si apre con due finestre a monofora.

### Interni
L'aula a pianta ottagonale rimanda alla cappella della Basilica del Santo Sepolcro a Gerusalemme o alla chiesa di Torres del Río ed è caratterizzata da pareti interne a bugnato. Vi sono colonne che portano all'inizio delle nervature della cupola e i capitelli sono decorati con temi vegetali. L'abside conserva le parti più antiche della chiesa ed è particolarmente interessante dal punto di vista architettonico. La copertura è a forma di sezione ogivale. Tutto l'interno ricorda in parte le strutture musulmane e l'illuminazione è lasciata in parte alle sottili lastre di alabastro che chiudono le finestre.